# Ісатай
Ісата́й (каз. Исатай) — село у складі Ісатайського району Атирауської області Казахстану. Адміністративний центр та єдиний населений пункт Ісатайського сільського округу.
Населення — 1466 осіб (2021; 1501 у 2009, 1354 у 1999, 1183 у 1989).
До 2006 року село мало статус станційного селища.